# Ketzin
Ketzin é um município da Alemanha, situado no distrito de Havelland, no estado de Brandemburgo. Tem 92,79 km² de área, e sua população em 2019 foi estimada em 6.530 habitantes.